# Los Andes (Magdalena)
Los Andes, también llamado Pueblito Los Andes es un centro poblado del departamento del Magdalena, bajo jurisdicción del municipio de Nueva Granada. Se encuentra en la vía que conduce de La Gloria (Magdalena) a Santa Ana hacia Santa Cruz de Mompox.

## Historia
Nace por la iniciativa de un grupo de campesinos ocupar una zona baldía del entonces basto municipio de Plato. Por lo que el 10 de enero de 1972, la asamblea campesina optó por ubicar la población en el sector de la parcela El Ecuador. Desde esa fecha se fue demarcado las calles y la llegada de más campesino hasta convertirlo en calidad de centro poblado.